# 小果卫矛
小果卫矛（学名：Euonymus microcarpus）为卫矛科卫矛属的植物，是中国的特有植物。分布在中国大陆的陕西、四川、云南、湖北等地，生长于海拔350米至1,000米的地区，多生长于山地中，目前尚未由人工引种栽培。